# Indian Arm (Southern Bay)
De Indian Arm is een zeearm in de Canadese provincie Newfoundland en Labrador. De 3,5 km lange zeearm bevindt zich aan de oostkust van het eiland Newfoundland.

## Geografie
De Indian Arm is een zijarm van de Southern Bay, die op haar beurt een zijbaai is van de grote Bonavista Bay. De zeearm is gemiddeld zo'n kilometer breed. Een handvol beken mondt in de baai uit, waaronder de Wester Pond Brook.
Het dorp Summerville strekt zich uit over de volledige westoever, evenals het zuidelijke uiteinde van de Indian Arm. De provinciale route 235 loopt grotendeels langs de bergachtige oostkust van de zeearm.

## Geschiedenis
In het midden van de 19e eeuw vestigden de eerste mensen zich aan de oevers van de Indian Arm. Het waren vooral mensen afkomstig uit de nabijgelegen en stilaan volgebouwde plaatsen Keels en Tickle Cove. De zeearm was een interessante vestigingsplaats vanwege de bebossing (voor hout) en vanwege het landbouwpotentieel. Het prille dorp stond oorspronkelijk ook bekend als Indian Arm, maar werd in de vroege 20e eeuw hernoemd tot Summerville.